# Потапенко (хутор)
Потапенко — хутор в Заветинском районе Ростовской области.
Входит в состав Фоминского сельского поселения.

## История
Дата основания не установлена. Согласно Всесоюзной переписи населения 1926 года хутор входил в состав Торговенского сельсовета Заветинского района Сальского округа Северо-Кавказского края, население хутора составило 199 человека, в т.ч. 183 украинца и 16 калмыков

## География
Хутор расположен в степи в пределах Ергенинской возвышенности, относящейся к Восточно-Европейской равнине, на высоте около 75 метров над уровнем моря. Рельеф местности практически плоский, имеет небольшой уклон по направлению к реке Загисте. Почвы комплексные: распространены светло-каштановые солонцеватые и солончаковые почвы и солонцы (автоморфные).
По автомобильным дорогам расстояние до областного центра города Ростова-на-Дону составляет 430 км, до ближайшего города Элиста Республики Калмыкия - 120 км, до районного центра села Заветное - 26 км, до административного центра сельского поселения хутора Фомин - 19 км. К хутору имеется подъезд от региональной автодороги Заветное - Дубовское.
Для хутора, как и для всего Заветинского района характерен континентальный, засушливый климат, с жарким летом и относительно холодной и малоснежной зимой (согласно классификации климатов Кёппена - Dfa). 
Часовой пояс
Потапенко, как и вся Ростовская область, находится в часовой зоне МСК (московское время). Смещение применяемого времени относительно UTC составляет +3:00.

### Улицы
- ул. Дорожная,
- ул. Клубная,
- проезд Торговенский.

## Население
| 1926 | 2002 |
| ---- | ---- |
| 199  | 209  |

| 2010 |
| ---- |
| 109  |